# Hidroxinatropiroclor
L'hidroxinatropiroclor és un mineral de la classe dels òxids que pertany al grup del piroclor. Rep el nom segons la nomenclatura recomanada per l'Associació Mineralògica Internacional per als minerals del supergrup dels piroclors, indicant el contingut en hidroxil i sodi.

## Característiques
L'hidroxinatropiroclor és un òxid de fórmula química (Na,Ca,Ce)₂Nb₂O₆(OH). Va ser aprovada com a espècie vàlida per l'Associació Mineralògica Internacional l'any 2017, sent publicada per primera vegada el 2019. Cristal·litza en el sistema isomètric. La seva duresa a l'escala de Mohs és 5.
L'exemplar que va servir per a determinar l'espècie, el que es coneix com a material tipus, es troba conservat a les col·leccions del museu mineralògic de la Universitat Estatal de Sant Petersburg (Rússia), amb el número de catàleg: 1/19679.

## Formació i jaciments
Va ser descoberta al tub de foscorita-carbonatita del massís de Kovdor, a l'óblast de Múrmansk (Rússia). També ha estat descrita a la pedrera Poudrette, situada al mont Saint-Hilaire, dins el municipi regional de comtat de La Vallée-du-Richelieu, a Montérégie (Quebec, Canadà). Aquests dos indrets són els únics de tot el planeta on ha estat descrita aquesta espècie mineral.